# David Haberly
David T. Haberly é ensaísta e professor de língua portuguesa na Universidade da Virgínia. É especialista em literatura brasileira e cultura brasileira, embora também tenha escrito ensaios sobre a literatura da América Latina em geral.